# Sárosszék
Sárosszék (németül: Kotezicken) Pinkamiske településrésze, egykor önálló község Ausztriában Burgenland tartományban a Felsőőri járásban.

## Fekvése
Felsőőrtől 17 km-re délkeletre a Pinka bal partján a Szék-patak torkolatánál fekszik.

## Története
A terület első lakói valószínűleg az illírek és a kelták voltak, ezt bizonyítja a falu északkeleti kijáratánál talált sírkamra is. A honfoglalást követően a magyarok határőröket telepítettek ide a nyugati gyepűk őrzésére. A falu neve is a magyar „szeg” főnévből származik és sáros, vizenyős szegletet jelöl. Ebből származik a német „zicken” elnevezés hasonlóan a Szék-patak Zickenbach nevéhez.
A mai település először nemesi előnévben fordul elő egy 1469-ben oklevélben. 1496-ban "Poss. Soroszelk", "Sarosszeg" és "Saroszeek" alakban is említik. Lakói köznemesi rangú magyar határőrök leszármazottai voltak. A vörösvári uradalomhoz tartozott, melynek birtokosa ekkor a sváb származású Ellerbach család volt. A 15. században két malmot is említenek a településen. Erdődy Bakócz Tamás érsek és kancellár  1499-ben, Ellerbach János halála után lett a falu birtokosa. 1517-ben unokaöccse Erdődy Péter lett a birtokos. 1529-ben és 1532-ben elpusztította a török, ezután németekkel telepítették újra. Az Erdődyek uralma 1556-ig tartott, amikor a Zrínyiek zálogbirtoka lett. 1616-tól  újra az Erdődyek a birtokosok akik a 20. századig meg is tartották azt. A település önkéntes tűzoltóegyletét 1887-ben alapították.
Vályi András szerint " SÁROSZÉK. Kotichziken. Német falu Vas Várm. földes Ura Gr. Erdődy Uraság, lakosai katolikusok, fekszik Szalonakhoz 2 mértföldnyire; határja néhol sovány, fájok, legelőjök hasznos; jó lovakat nevelnek lakosai."
Fényes Elek szerint " Sárosszék, Kodn Zücken, német falu, Vas vgyében, a Pinka mellett, 386 kath., 2 evang. lak., kik igen szép lovakat nevelnek. Földjei, kivált rétjei igen jók. Az uraság hat kerekü liszt- és fürészmalma jövedelmes. F. u. gr. Erdődy György. Ut. p. Szombathely 3 1/4 óra."
Vas vármegye monográfiája szerint " Sárosszék, pinkamenti község 76 házzal és 438 németajkú, r. kath. és ág. ev. vallású lakossal. Postája Gyepü-Füzes, távírója Német-Szt-Mihály. A Szék patak itt ömlik a Pinkába."
1910-ben 399, túlnyomóan német lakosa volt. A trianoni békeszerződésig Vas vármegye Felsőőri járásához tartozott. 1921-ben Ausztria Burgenland tartományának része lett. 1928-ban megindult a Nagyszentmihály és Németújvár közötti buszközlekedés, mely a települést összekötötte a környező városokkal. A népiskola 1951-ben épült fel, az első évben 16 diákja volt. 1971-ben Sárosszéket Pinkamiskéhez csatolták. 1987-ben az akkor százéves önkéntes tűzoltóegylet volt a település egyetlen egyesülete 34 taggal. Ezzel kiemelkedő szerepet játszik a falu életében. 1991-ben Sárosszéken 121 házat és 395 lakost számláltak. Ma a lakosok nagy része ingázik Bécsbe és a nagyobb városokba a munkavégzés céljából.

## Nevezetességei
Szent Lőrinc vértanú tiszteletére szentelt római katolikus temploma 1654-ben épült, Pinkamiske filiája.

## Külső hivatkozások
- Pinkamiske hivatalos oldala
- Sárosszék a dél-burgenlandi települések honlapján